# JeuxOnLine
Pour les articles homonymes, voir JOL.
 (janvier 2015).
JeuxOnLine (ou JoL) est un site web et un forum de discussion consacré aux jeux en ligne massivement multijoueurs fondé en 2000.

## Présentation
JeuxOnLine est un réseau d'information consacré aux jeux massivement multijoueur, univers persistants et mondes virtuels. Il se compose d'environ cinquante  sites traitant chacun d'un monde virtuel spécifique et articulés autour d'un portail commun.
En 2006, l'Association JeuxOnLine devient membre adhérent du Forum des droits sur l'internet (FDI)[source insuffisante]. JeuxOnLine est membre du conseil de pilotage de PedaGoJeux.

## Historique
Fondé en juillet 2000, JeuxOnLine résulte de la fusion de deux réseaux de sites (Le Chant de Calliope et Stratics-fr, Le Chant de Calliope étant lui-même issu du site francophone consacré à Ultima Online en 1997 : Lutécia).
Le site évolue, en 2003, en une association loi de 1901, fondée par neuf membres de l'équipe de l'époque.
En 2006, JeuxOnLine filialise ses activités commerciales.

## Portails
Depuis sa création, JeuxOnLine a abrité et abrite toujours des portails dédiés à des jeux spécifiques pour en relayer l'actualité, proposer des contenus dédiés, réaliser des interviews, partager des vidéos...
Parmi ces portails se trouvent notamment ceux des jeux Archeage, Blade & Soul, Black Desert Online, Conan Exile, Dofus, Elite Dangerous, Final Fantasy XIV Online, Guild Wars 2 parmi les plus actifs.
Des portails plus généraux consacrés aux MOBAs, MMORPG, Jeux de Plateau et Jeux de Rôles Papier sont également proposés, qui rassemblent tous les contenus liés aux jeux liés à ces thématiques.

## Informations commerciales
En juillet 2012, JeuxOnLine est selon le classement établi par l'Agence française pour le jeu vidéo et Alexa le deuxième site Internet consacré aux actualités du jeu vidéo le plus fréquenté en France . En juin 2013, il est selon le même classement cinquième . Entre 2020 et 2021, le site oscille entre la dixième et la quinzième position.